# Грше
Грго Шипек (Сињ, 22. новембар 1995), познатији као Грше, хрватски је репер и певач.

## Биографија
Рођен је 1995. године у Сињу. У складу са својим далматинским коренима, репује на икавици. Одрастао је у Триљу у којем је и започео музичку каријеру а тренутно живи у Сплиту. Реповањем почиње да се бави крајем средњошколскога образовања. С пријатељем Матеом Ђонлићем „Ђоном” оснива групу Трећи чин. Године 2016. одлази на рад у Немачку и у то време прелази у групу 6wild у којој проводи две године. Касније креће са својом соло каријером и оснива издавачу кућу Blockstar Digital.
У добром пријатељству је с кик-боксером Антониом Плазиблатом. Плазибату је било забрањено да на једном холандском такмичењу у кик-боксу изађе уз Гршеову песму Бард Хари јер је она „политички некоректна”.

### Реповање
Шипеков први студијски албум је Тилуријум. Песма Бадр Хари (у част познатог кик-боксера) с тога албума — која почиње исечком из говора Синише Вуца — постигла је велики успех на Балкану и тренутно је једна од његових најуспешнијих песма. Додатно је објавио много синглова што са групама што соло. Свој други соло албум Платинум је објавио 2021.

## Контроверзе
У фебруару 2025. друштвеним мрежама се проширио снимак у ком Грше током наступа узвикује: „Исус, Марија, усташе, Цибалија.” Овој догађај је изазвао изузетно негативне реакције, нарочито у Србији, због усклика усташама које су починиле геноцид над Србима у Независној Држави Хрватској.

## Дискографија
- Тилријум (2019)
- Платинум (2021)